# 湖南师范大学生命科学学院
湖南师范大学生命科学学院，是湖南师范大学下属的一个学院。与湖南省生物研究所院所合一。建有动植物标本馆（全国科普教育基地），举办有《生命科学研究》和《激光生物学报》两份学术刊物。有教职员工130余人，本科生750余名，博士和硕士研究生近400名。

## 历史沿革
- 1938年，成立国立师范学院理化生系。
- 1945年，成立国立师范学院博物系。
- 1949年，国立师范学院并入湖南大学，博物系改称生物系。
- 1953年，全国院系调整，组建湖南师范学院生物系，由南昌大学、广西大学、平原大学、湖南大学等校生物系调整合并而成。
- 1963年，湖南大学生物系并入。
- 1985年，成立湖南省生物研究所，隶属于湖南省科技厅、由省科技厅和湖南师范大学共同领导，与湖南师范大学生物学系实行两块牌子一套人马的系所合一建制。
- 1999年3月，成立湖南师范大学生命科学学院。

## 教学机构
- 动物学系
- 植物学系
- 生物化学与分子生物学系
- 微生物学系
- 遗传与发育生物学系
- 生物学实验中心（国家级实验教学示范中心、湖南省普通高校基础课示范实验室、湖南省生命科学大学生创新训练中心）

## 科研机构
- 湖南省蛋白质组学与发育生物学重点实验室－省部共建国家重点实验室培育基地
- 湖南省微生物分子生物学重点实验室—省部共建国家重点实验室培育基地
- 蛋白质化学与鱼类发育生物学教育部重点实验室
- 多倍体鱼繁殖与育种技术教育部工程研究中心
- 生物发育工程及新产品研发湖南省协同创新中心
- 蛋白质化学及分子生物学湖南省重点实验室
- 微生物分子生物学湖南省重点实验室
- 多肽药物湖南省工程实验室
- 微生物学与生物技术湖南省普通高等学校重点实验室
- 鱼类遗传育种湖南省高校产学研合作示范基地
- 微生物基因工程药物湖南省高校产学研合作示范基地
- 湖南鱼类遗传育种中心
- 农业部鲤鲫遗传育种中心
- 湖南省外来物种鉴定和风险评估中心

## 师资队伍
学院有教职工131人，其中专任教师80人，正高职称39人，包括中国工程院院士1人，国家级突出贡献专家2人，"长江学者"特聘教授2人，“长江学者”特聘讲座教授2人，国家自然科学杰出青年基金获得者3人，“芙蓉学者”特聘教授6人，博士生导师23人；教师中具博士学位者63人。

## 学科专业建设
- 国家重点学科：发育生物学
- 国家211工程重点学科：动物发育生物学、蛋白质化学与分子生物学
- 湖南省优势特色重点学科：发育生物学
- 湖南省重点学科（一级学科）：生物学、生态学
- 博士后流动站：生物学、生态学
- 一级学科博士点：生物学、生态学
- 二级学科硕士点：发酵工程、课程与教学论（生物）
- 专业硕士学位点：教育硕士
- 本科专业：生物科学（含国家生命科学与技术人才培养基地、国家级特色专业、湖南省重点专业）、生物技术

## 历任院长
系主任：
- 汪德耀：1938年—1942年
- 顾昌栋：1942年—1948年
- 王兆澄：1948年—1950年
- 董爽秋：1950年—1962年，1964年—1972年
- 邓国础：1972年—1984年
- 周广洽：1984年—1987年
- 沈猷慧：1987年—1989年
- 周青山：1989年—1992年
- 张天晓：1992年—1996年
- 李敏：1996年—1999年

院长：
- 梁宋平：1999年—2001年[2]
- 吴秀山：2001年—2008年[3]
- 向双林：2008年—2015年
- 印遇龙：2015年至今[4]